# Vági András
Vági András (Budapest, 1988. december 25. –) labdarúgó, hátvéd, a Soroksár  játékosa.